# Sindaci di Fiumicino
Quanto segue è l'elenco cronologico dei sindaci del comune di Fiumicino, che si sono succedute nel corso della storia dall'istituzione del comune nel 6 marzo 1992 ad oggi.

## Cronotassi
| Sindaco                                              | Sindaco                                           | Partito                                           | Partito                                                    | Giunta                                            | Giunta                                            | Mandato                                           | Mandato                                           | Elezioni                                          |
| Sindaco                                              | Sindaco                                           | Partito                                           | Partito                                                    | Giunta                                            | Giunta                                            | Inizio                                            | Fine                                              | Elezioni                                          |
| Sindaci eletti dal consiglio comunale (1992-1993)    | Sindaci eletti dal consiglio comunale (1992-1993) | Sindaci eletti dal consiglio comunale (1992-1993) | Sindaci eletti dal consiglio comunale (1992-1993)          | Sindaci eletti dal consiglio comunale (1992-1993) | Sindaci eletti dal consiglio comunale (1992-1993) | Sindaci eletti dal consiglio comunale (1992-1993) | Sindaci eletti dal consiglio comunale (1992-1993) | Sindaci eletti dal consiglio comunale (1992-1993) |
| ---------------------------------------------------- | ------------------------------------------------- | ------------------------------------------------- | ---------------------------------------------------------- | ------------------------------------------------- | ------------------------------------------------- | ------------------------------------------------- | ------------------------------------------------- | ------------------------------------------------- |
|                                                      | Romeo Esuperanzi                                  |                                                   | Indipendente                                               |                                                   | DC-PSI                                            | 16 febbraio 1993                                  | 4 settembre 1993                                  | Elezione 1992                                     |
|                                                      | Concetta Marra                                    |                                                   | Partito Socialista Italiano                                |                                                   | DC-PSI                                            | 5 settembre 1993                                  | 3 maggio 1994                                     | Elezione 1992                                     |
|                                                      | Giuseppe Procaccini (Commissario prefettizio)     | -                                                 | -                                                          | -                                                 | -                                                 | 4 maggio 1994                                     | 4 dicembre 1994                                   | —                                                 |
| Sindaci eletti direttamente dai cittadini (dal 1993) |                                                   |                                                   |                                                            |                                                   |                                                   |                                                   |                                                   |                                                   |
|                                                      | Giancarlo Bozzetto                                |                                                   | Partito Democratico della Sinistra Democratici di Sinistra |                                                   | Progressisti (PDS-PRC-FdV)                        | 5 dicembre 1994                                   | 29 novembre 1998                                  | Elezione 1994                                     |
|                                                      | Giancarlo Bozzetto                                | L'Ulivo (DS-PPI-RI-PRC-PdCI)                      | Partito Democratico della Sinistra Democratici di Sinistra | 29 novembre 1998                                  | 26 maggio 2003                                    | Elezione 1998                                     |                                                   |                                                   |
|                                                      | Mario Canapini                                    |                                                   | Forza Italia Il Popolo della Libertà                       |                                                   | Casa delle Libertà (UdC-AN-FI)                    | 27 maggio 2003                                    | 13 aprile 2008                                    | Elezione 2003                                     |
|                                                      | Mario Canapini                                    | PdL-UdC-RB                                        | Forza Italia Il Popolo della Libertà                       | 13 aprile 2008                                    | 10 giugno 2013                                    | Elezione 2008                                     |                                                   |                                                   |
|                                                      | Esterino Montino                                  |                                                   | Partito Democratico                                        |                                                   | PD-SEL-UdC-Civiche                                | 11 giugno 2013                                    | 25 giugno 2018                                    | Elezione 2013                                     |
|                                                      | Esterino Montino                                  | PD-LeU-Civiche                                    | Partito Democratico                                        | 25 giugno 2018                                    | 17 maggio 2023                                    | Elezione 2018                                     |                                                   |                                                   |
|                                                      | Mario Baccini                                     |                                                   | Indipendente                                               |                                                   | FdI-FI-UdC-Lega-Civiche                           | 17 maggio 2023                                    | in carica                                         | Elezione 2023                                     |